# Felix Graf von Bothmer
Felix Graf von Bothmer (Monaco di Baviera, 10 dicembre 1852 – Monaco di Baviera, 18 marzo 1937) è stato un generale tedesco.
Nato a Monaco di Baviera, nel 1914 divenne comandante della cosiddetta Armata Bothner, che combatté sul fronte orientale unitamente all'esercito austro-ungarico e alla Südarmee di Alexander von Linsingen. Bothmer ebbe un ruolo fondamentale durante l'offensiva Brusilov e comandò i Tedeschi con Linsingen nella battaglia di Kowel.
Nel 1918 fu nominato comandante della 19ª Armata in Lorena. Questo fu il suo ultimo incarico. Morì nella sua città natale nel 1937.